# 꼬마 드라큘라 (1993년 비디오 게임)
《꼬마 드라큘라》(영어: Kid Dracula)는 코나미가 발매한 플랫폼 게임이다. 《캐슬바니아》 시리즈의 패러디 게임이자 1990년 발매된 동명의 게임의 후속작 으로, 자칭 마왕 꼬마 드라큘라가 자신에게 도전해온 악마들을 혼쭐을 내주는 내용이다. 일본에선 《악마성 스페셜: 나는 드라큘라 군》(悪魔城すぺしゃる ぼくドラキュラくん)이라는 제목으로 발매됐다. 1993년 1월 3일 게임보이로 출시됐으며 이야기상으로는 패미컴 버전 뒤를 다루지만 별도의 스테이지 및 보스가 있는 등 내용에 자잘한 차이가 있다.

## 발매
1990년 10월 19일에 패미컴판 전작 《꼬마 드라큘라》이 최초로 출시됐는데, 일본 외 지역에선 발매되지 않았다. 1993년 1월에는 게임보이 버전이 일본 및 서양 지역에 출시됐다. 게임보이 버전의 경우 추가 스테이지와 보스가 있고, 내용상으로는 패미컴 버전에서 이어지는 후속작인 특징이 있다.